# Rema costimacula
Rema costimacula là một loài bướm đêm trong họ Noctuidae.

## Hình ảnh

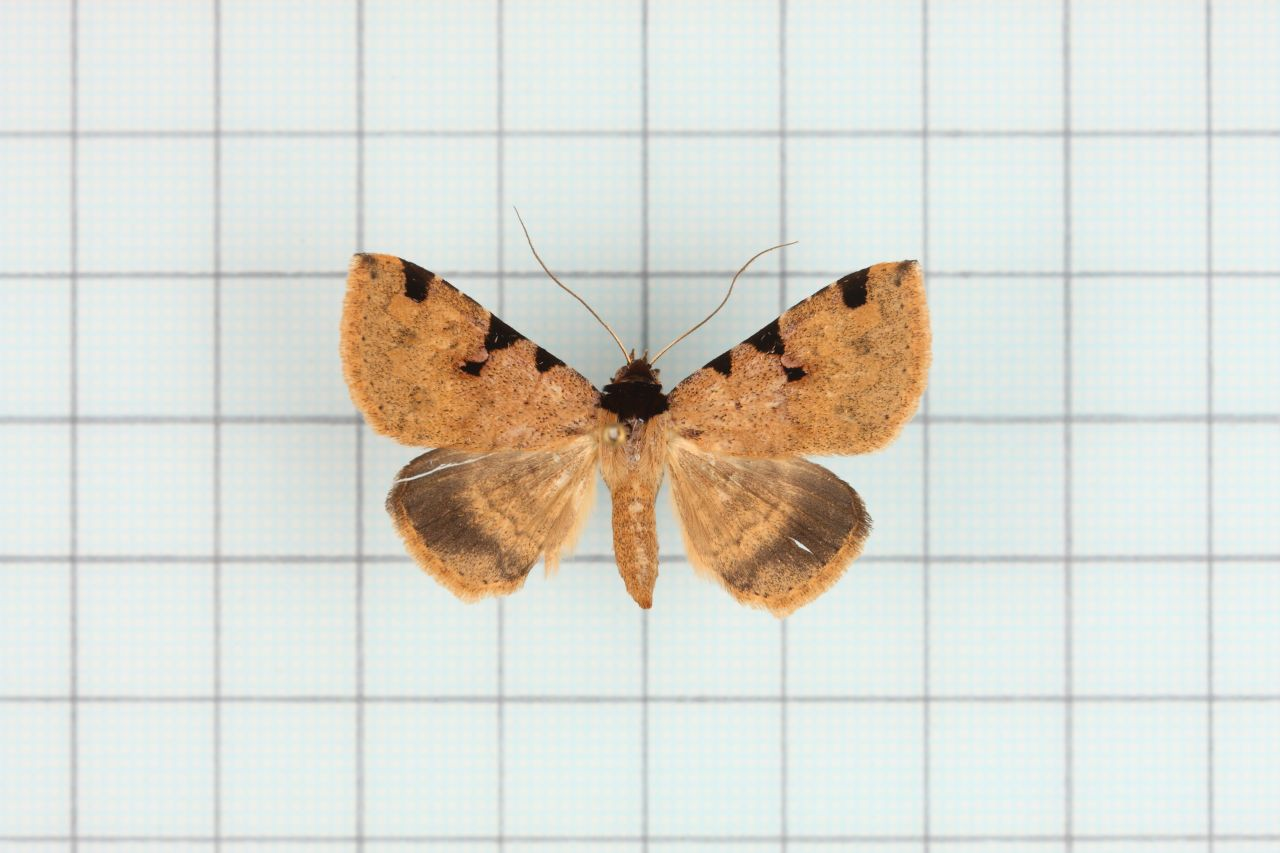